# Chassenard
Chassenard – miejscowość i gmina we Francji, w regionie Owernia-Rodan-Alpy, w departamencie Allier.

## Demografia
Według danych na rok 1990 gminę zamieszkiwało 1017 osób, a gęstość zaludnienia wynosiła 40 osób/km². W styczniu 2015 r. Chassenard zamieszkiwało 981 osób, przy gęstości zaludnienia wynoszącej 38,6 osób/km².